# Prionopetalum exaratum
Prionopetalum exaratum är en mångfotingart som först beskrevs av Carl Graf Attems 1938.  Prionopetalum exaratum ingår i släktet Prionopetalum och familjen Odontopygidae. Inga underarter finns listade i Catalogue of Life.